# Old Bones of the River
Old Bones of the River is een komische film uit 1938, geregisseerd door Marcel Varnel en met het trio Will Hay, Graham Moffatt en Moore Marriott in de hoofdrollen. De film is een parodie op de avonturenfilm Sanders of the River uit 1935, die gebaseerd is op de gelijknamige novelle van Edgar Wallace, in combinatie met het verhaal Old Bones, eveneens van Wallace. De film werd opgenomen bij Gainsborough Pictures te Islington.
Terwijl de originele film Sanders of the River een kritiekloze ophemeling van het Britse Rijk was, waarin de zwarte bevolking neerbuigend behandeld werd, is Old Bones of the River een zeer sarcastische persiflage die niet alleen de oorspronkelijke prent, maar ook het kolonialisme als geheel belachelijk maakt. De film bevat hier en daar dezelfde scènes als Sanders of the River: hij begint bijvoorbeeld eveneens met de Union Jack, er komen postduiven en communicatietrommels in voor, een oude rivierschuit die Zaire heet, koorts door malaria en een drank- en wapensmokkelaar die, evenals in Sanders of the River, sigaren rookt. Ook de stammen van de Ochori en de Isisi zijn gekopieerd; het opperhoofd der Ochori heet Bosambo, de rol die in Sanders of the River door Paul Robeson gespeeld werd en die hem veel kritiek opleverde. In Old Bones of the River spelen evenwel geen acteurs die voorheen ook in Sanders of the River hadden geacteerd.
De aftiteling aan het begin van de film vermeldt The Western Brothers, een in de jaren dertig heel beroemd variétéduo dat de bovenklasse bespotte. Een van hun nummers heette Play the game, you cads!. Deze zin weerklinkt bij aanvang van de prent; The Western Brothers worden in de generiek „the voice of reproach” genoemd, hetgeen men als ‘de stem van het verwijt’ kan vertalen.

## Verhaal
Districtscommissaris Sanders inspecteert de troepen. Er is een telegram van professor Benjamin Tibbetts gearriveerd, een vertegenwoordiger van de Teacher and Welfare Institution for the Reformation of Pagans (het leerkracht- en welzijnsinstituut voor de hervorming van heidenen), kortweg bekend als T.W.I.R.P. (flapdrol). Tibbetts vraagt dat Sanders een nationale feestdag afroept om zijn aankomst te vieren. Sanders gaat echter net met verlof en laat het gouverneurschap over aan zijn kapitein Hamilton. Bosambo, koning der Ochori, vraagt een onderhoud met Sanders; hij wil enkele flessen champagne om de terugkeer van zijn broer te vieren, en hij wil ook een nieuwe vrouw. Daar echter alcohol voor de inboorlingen verboden is en Bosambo reeds zes vrouwen heeft, vangt hij op beide terreinen bot. (De zin „Lord Sandi, I am your servant” is letterlijk aan Sanders of the River ontleend.)
Tibbetts tracht met grammofoonplaten de plaatselijke taal te leren, wanneer prins M’Bapi hem vraagt om een geschenk naar zijn broer Bosambo, koning der Ochori, te brengen. M’Bapi heeft in Europa gestudeerd en is een sluwe kerel geworden; hij heeft een contract met een alcohol- en wapensmokkelaar ondertekend, omdat hij een revolutie in Zwart-Afrika wil ontketenen waarbij alle blanken verdreven worden.
Tibbetts is een onhandige sul. Zijn plan bestaat erin, eerst enkele scholen in het land te bouwen en vervolgens een universiteit of twee. Hij weet niet hoe uitgestrekt het land is, noch dat er geen wegen, geen auto’s en geen kranten zijn. Desalniettemin geeft hij het bevel, op maandagochtend alle kinderen op het appel te laten verschijnen. Tijdens zijn eerste les lachen de inboorlingen hem uit omdat hij zijn professorale baret draagt.
Hamilton krijgt hoge koorts en zakt op zijn bureau in elkaar; Tibbetts beweert dat Hamilton wil dat hij zijn taken overneemt. Een van zijn eerste opdrachten is het innen van de belastingen bij de Isisi. Hij staat erop in een kano de rivier op te trekken, onderwijl Flit tegen de muskieten verstuivend. Ze botsen tegen het schip Zaire, waarvan Harbottle de kapitein is en Albert de eerste officier. Het schip wordt momenteel door Harbottle bestuurd, maar hij kan Tibbetts niet ontvangen omdat hij slaapt. Uiteindelijk kan Tibbets de kapitein wekken en de beiden dwingen naar het dorp van de Isisi koers te zetten om de belastingen te innen.
Het eerste stamhoofd van de Isisi moet vijftien bundels rubber betalen, maar dat kan hij niet aangezien hij ze voor geiten heeft verruild. De geiten kan hij echter evenmin geven, want die heeft hij voor een vrouw ingeruild. Harbottle stelt voor, dan maar de vrouw te nemen, maar daar wil Tibbetts op zijn beurt niets van weten. Een ander stamhoofd beweert dat zijn rubberbundels door de geiten zijn opgegeten; die geiten kan hij niet schenken, want ze zijn dood omdat ze rubber gegeten hebben. Verontwaardigd haalt Tibbetts een Brits belastingformulier tevoorschijn om te demonstreren hoe ze het in Engeland doen. Hij begrijpt de uitleg echter niet, en er ontstaat een lange discussie over emolumenten en netto-inkomsten. ’s Anderendaags hebben de inboorlingen de belastingen op de boot achtergelaten, want Tibbets, Albert en Harbottle worden tussen de geiten wakker.
In het dorp der Ochori worden de bewoners opstandig, want ze zitten aan de gin, hun verstrekt door prins M’Bapi. M’Bapi wil koning Bosambo om het leiderschap uitdagen: hij stelt dat Bosambo slechts koning bij de gratie van Sanders is en dat de stammen onder het juk van de blanken leven. Hij verklaart dat ze met M’Bapi als leider opnieuw offers aan hun god Zar zullen mogen brengen, en dat hij alle stammen zal verenigen om de blanken in de zee te werpen. Dan bereikt het bericht het dorp dat de Zaire op de rivier in aantocht is. M’Bapi beveelt zijn broer om Sanders (die hij immers denkt dat het is) hoffelijk te ontvangen, maar zodra hij enige verdenking schept, zullen de dorpsbewoners paraat staan om hem met een speer te doorboren. M’Bapi is verrast wanneer niet Sanders maar Tibbetts opduikt; die is evenwel dusdanig naïef dat hij geen enkele argwaan heeft, ook niet wanneer Bosambo op de vlucht slaat en enkele bewakers van M’Bapi neersteekt.
Harbottle is de geiten kwijtgeraakt; Tibbetts had hem opgedragen ze uit wandelen te nemen, maar dat had hij verkeerd begrepen. Ze hebben het roer van het schip en Tibbetts tropenhelm opgegeten. Om het verlies te berekenen en in zijn logboek te schrijven, poogt Harbottle al hun poten te tellen en te delen door vier; Tibbetts wijst hem erop dat zulks onbetrouwbaar is, aangezien sommige geiten op hun achterpoten gestaan kunnen hebben. Het is veel eenvoudiger, al hun horens te tellen en deze door twee te delen.
Bosambo zwemt ’s nachts naar de boot van Tibbetts, die net op een zandbank is vastgelopen. Hij zegt dat de Ochori een mensenoffer aan Zar willen brengen en dat de stam alcohol drinkt. Dan daagt Tibbetts dat het geschenk dat hij in opdracht van M’Bapi het land binnen smokkelde, wellicht een distilleermachine was. De bemanning besluit een telegraafbericht in morse te versturen. Niemand kent de code uit het hoofd, dus moet de boodschap zo concies mogelijk gehouden worden. Dit leidt tot een misverstand: het bericht „Send all soldiers on. Leave immediately” (stuur alle soldaten herwaarts; vertrek onmiddellijk) wordt door de ontvangers geïnterpreteerd als „Send all soldiers on leave immediately” (stuur alle soldaten onmiddellijk met verlof). Harbottles lumineuze idee een postduif te versturen, mislukt eveneens: ’s nachts vliegen duiven niet.
Zich oriënterend naar de vuren op de oever, begeeft het drietal zich naar het dorp van de Ochori. Met een verrekijker zien ze dat een baby voorbereid wordt om aan een standbeeld van Zar geofferd te worden. Dat kan Tibbetts niet laten gebeuren: hij weet dat de gehele bevolking in bedwang gehouden wordt wanneer Sanders een van zijn strenge blikken opzet, dus trekt hij naar de Ochori toe en tracht streng te kijken. De Ochori willen hem echter doden. Vervolgens steekt hij per ongeluk een poel benzeen in brand; hij redt de baby en botst tegen het standbeeld, welks grotesk masker op zijn hoofd terechtkomt. De inboorlingen denken dat de geest van Zar in hem gevaren is en buigen voor hem. Tibbetts ontsnapt met de zuigeling, maar wordt door drie vrouwen achternagezeten.
’s Anderendaags, wanneer hij met de baby ontwaakt, is hij door de vrouwen omringd, die hem sieraden om de hals hangen. Albert en Harbottle treffen hem onder een boom aan en vertellen hem dat hij de hele nacht op een steenworp van de rivier heeft geslapen.
Op de boot volgen enkele scènes waarin de drie mannen de boreling trachten te baden, een pyjama voor hem maken en een gat in een stoel zagen. Ze hebben geen talkpoeder, dus wrijven ze hem met bloem in. Aangezien het een zwarte baby is, denkt Tibbetts dat het misschien beter ware, er cacaopoeder op te strooien. Ze worden onderbroken door het geluid van oorlogstrommels aan de oever: er zit niets anders op dan zo snel mogelijk koers naar het soldatenregiment te zetten.
Behalve de korporaal is ginds niemand aanwezig, daar de soldaten abusievelijk allen met verlof zijn gestuurd. Hamilton heeft een bericht achtergelaten waarin hij Tibbetts smeekt niets te doen totdat hij terugkomt. Tibbetts, Albert en Harbottle moeten het fort met hun gedrieën verdedigen. Ze wekken de indruk dat er nog meer soldaten zijn, door met een plank met geweren en hoeden langs de kantelen op de buitenmuren te marcheren. Ook maken ze een loopgraaf waarin ze dynamietstaven begraven; deze verbinden ze via een draad met een schakelaar in het regimentshuis.
Wanneer de troepen van M’Bapi arriveren, beukt de voorhoede met een stormram tegen de poort. Het drietal laat hen binnen, sluit de poort en slaat deze paar mannen allen met een knuppel bewusteloos. Harbottle zakt door een ladder in een opberghok en belandt in een kist duimspijkers. Deze strooien ze overal over de binnenplaats. Wanneer de inboorlingen uiteindelijk door de poort breken, trappen ze in de duimspijkers en hebben grote moeite, zich naar het regimentsgebouw te begeven.
De schakelaar voor de ontsteking van het dynamiet lijkt niet te werken; Tibbetts wil de draad inspecteren, maar de inboorlingen werpen voortdurend met speren. Om zijn hoofd te beschermen, zet hij het Zar-masker op. Wanneer hij in die vermomming naar buiten treedt, zakken de Ochori voor hem op hun knieën. M’Bapi, die helemaal niet bijgelovig is, wil een speer naar Tibbets werpen, maar net op dat moment arriveert Bosambo en doodt M’Bapi. Hamilton is eveneens teruggekomen; hij wilde Tibbetts berispen, maar moet hem nu eigenlijk feliciteren omdat hij het fort zo goed verdedigd heeft. Binnenin bevinden zich de drie vrouwen die Tibbetts in de jungle achtervolgd hadden. Een van hen heeft de baby vast, die per ongeluk op de elektrische schakelaar drukt. Het algehele regimentsfort explodeert, en Tibbetts en de zuigeling komen in een boom terecht.

## Rolverdeling
| Acteur         | Personage                   |
| -------------- | --------------------------- |
| Will Hay       | Professor Benjamin Tibbetts |
| Moore Marriott | Jeremiah Harbottle          |
| Graham Moffatt | Albert                      |
| Robert Adams   | Bosambo                     |
| Jack London    | M’Bapi                      |
| Wyndham Goldie | Commissaris Sanders         |
| Jack Livesey   | Kapitein Hamilton           |